# Мюнстер, Себастиан
Себастиан Мюнстер (нем. Sebastian Münster, 20 января 1488, Ингельхайм — 25 или 26 мая 1552, Базель) — немецкий учёный, францисканский монах эпохи Ренессанса, гебраист и космограф, автор географического описания всех известных на тот период времени стран — «Всеобщей Космографии» (лат. Cosmographia universalis).
Сторонник реформации, авторитетный специалист в области богословия, древнееврейского языка и математики, профессор Базельского университета. Первым из немецких ученых издал еврейский текст Библии и руководство по грамматике халдейского языка. Способствовал распространению знания еврейского языка среди христианских учёных и изучения его как особой науки в немецких университетах.

## Биография
Родился в Ингельхайме в семьи городского шпитальмейстера — смотрителя местной больницы. Изучал в Гейдельбергском университете богословие. 
В 1505 году вступил в орден францисканцев. Жил и учился в монастырях своего ордена в Гейдельберге, Фрайбурге и Пфорцхайме. Согласно сохранившемуся письму Хайера, изучал латынь в Вене у Иоганна Брассикануса. В 1509 году в монастыре в Руффахе познакомился со швейцарским теологом-гуманистом Конрадом Пелликаном, приобщившим его к занятиям древнегреческим и древнееврейским языками, а также картографией и математикой. 
В 1511 году переехал вместе с Пелликаном в Базель, с 1514 года изучал в Тюбингене у Иоганна Штёфлера математику и астрономию, а также искусство рисования карт и приёмы изготовления астрономических приборов. 
Читая в 1515—1518 годах в Тюбингене курс философии, продолжал там занятия древнееврейским языком, для преподавания которого был приглашён в 1524 году в Гейдельберг, а в 1528-м в Базель, где преподавал математику и оставался до своей смерти. В 1529 году познакомился в Вормсе с Мартином Лютером и принял сторону Реформации.
Ученик немецко-еврейского лексикографа Элии Левиты, отдельные труды которого перевёл на латынь, в частности, в 1525 году выпустил в Базеле его «Еврейскую грамматику».
В 1530 году вступил в брак с Анной Зельбер (1490—1570), вдовой известного базельского издателя Адама Петри (ум. 1527).
С 1547/1548 года исполнял обязанности ректора Базельского университета.
Умер в Базеле от чумы 25 или 26 мая 1552 года. В надгробной надписи его называют «Ездрой и Страбоном германцев».

## Труды
В 1534—1535 годах первым из немецких учёных опубликовал в Базеле еврейский текст Библии с латинским переводом и примечаниями, что сделалось значительным событием в культурной жизни того времени. В 1527 году выпустил там же руководство по грамматике халдейского языка «Grammatica Chaldaica».
В рамках изучения географии и картографии издал в 1538 году труды античных космографов Гая Юлия Солина и Помпония Мелы, а в 1540-м «Географию» Клавдия Птолемея.
Издал за всю свою жизнь, в общей сложности, 142 карты, в том числе «Чертёж Германии» (Germaniae descriptio, 1530), «Новый Свет» (Novus orbis, 1532), «Карту Европы» (Марра Europae, 1536), «Ретию» (Rhaetia, 1538) и пр.
Славу «немецкого Страбона» приобрёл своей «Всеобщей Космографией» (лат. Cosmographia universalis) в шести книгах (Базель, 1544), основанной как на рукописных и печатных источниках, включая труды Диодора Сицилийского, Энеа Сильвио Пикколомини, Альберто Кампензе, Эгидия Чуди и Иоанна Боэмия, так и на сообщениях различных лиц и учреждений. Это — замечательнейший для своего времени свод историко-географических и естественнонаучных данных, в значительной степени способствовавший распространению географических знаний и послуживший образцом для последующих составителей космографий. Первая книга «Космографии» охватывает общие вопросы географии и математики, вторая посвящена Южной Европе и Англии, третья — Германии, четвёртая — Южной, Центральной и Восточной Европе, пятая — Азии, шестая — Африке. Изложенная общедоступно и занимательно, «Космография» учитывала новейшие открытия европейцев в Старом и Новом Свете и заключала в себе 26 карт, включая довольно точную карту Кубы и других новооткрытых земель, сопровождавшихся рассказом о первой встрече моряков Колумба с «дикарями», а также почти 500 гравюр с изображениями индейцев. Помимо того, её иллюстрировали 46 гравюр с видами известных городов, в том числе 30 немецких.
В течение одного лишь столетия «Космография» выдержала 24 издания в немецком подлиннике и много раз печаталась в переводах на латинский, французский, итальянский, английский и чешский языки. Кроме карт, она заключала в себе портреты государей с их гербами, а также множество гравюр, среди которых были работы Ганса Гольбейна Младшего, Урса Графа и др.
Своё описание Московского княжества Мюнстер заимствовал, главным образом, из сочинений Матвея Меховского и данцигского картографа Антония Вида, автора изданной в 1555 году карты Московии, данные которого основывались на сообщениях окольничего Ивана Ляцкого и Сигизмунда Герберштейна. Большого внимания заслуживает помещенная в космографии Мюнстера карта Московии: это — первый опыт подробного изображения Восточно-Европейской равнины, основанного на современных и более или менее достоверных известиях, а не на преданиях классической древности. 
Подобно Матвею Меховскому, он строго различал Московию и Русь, называя столицей последней Львов. Приводил довольно противоречивые сведения о московитах, приписывая им, в частности, способ избрания правителей, характерный для Древнего Новгорода, сообщая о наличии в их землях месторождений серебра и равнодушии их к спиртным напиткам, вероятно, заимствовав подобные сведения у Пикколомини. Невзирая на эрудицию и любознательность, Мюнстер указывал свои источники далеко не всегда.
Российский историк В. В. Фомин приписывает Мюнстеру первое упоминание о варяге Рюрике в иностранных источниках, но ссылается при этом на позднее базельское издание «Космографии» 1628 года, дополнения в которое вносились редакторами текста под влиянием «Записок о московских делах» немецкого дипломата Сигизмунда фон Герберштейна. В прижизненных изданиях «Cosmographia» 1544 и 1550 годов нет ни варяжской темы, ни сюжета о варинах.

## Память
- Себастьян Мюнстер был изображён на старых немецких банкнотах номиналом 100 марок. Эти банкноты имели хождение до начала 1990-х годов.